# Ceramaster leptoceramus
Ceramaster leptoceramus är en sjöstjärneart som först beskrevs av Fisher 1905.  Ceramaster leptoceramus ingår i släktet Ceramaster och familjen ledsjöstjärnor. Inga underarter finns listade i Catalogue of Life.